# Steyr 680M

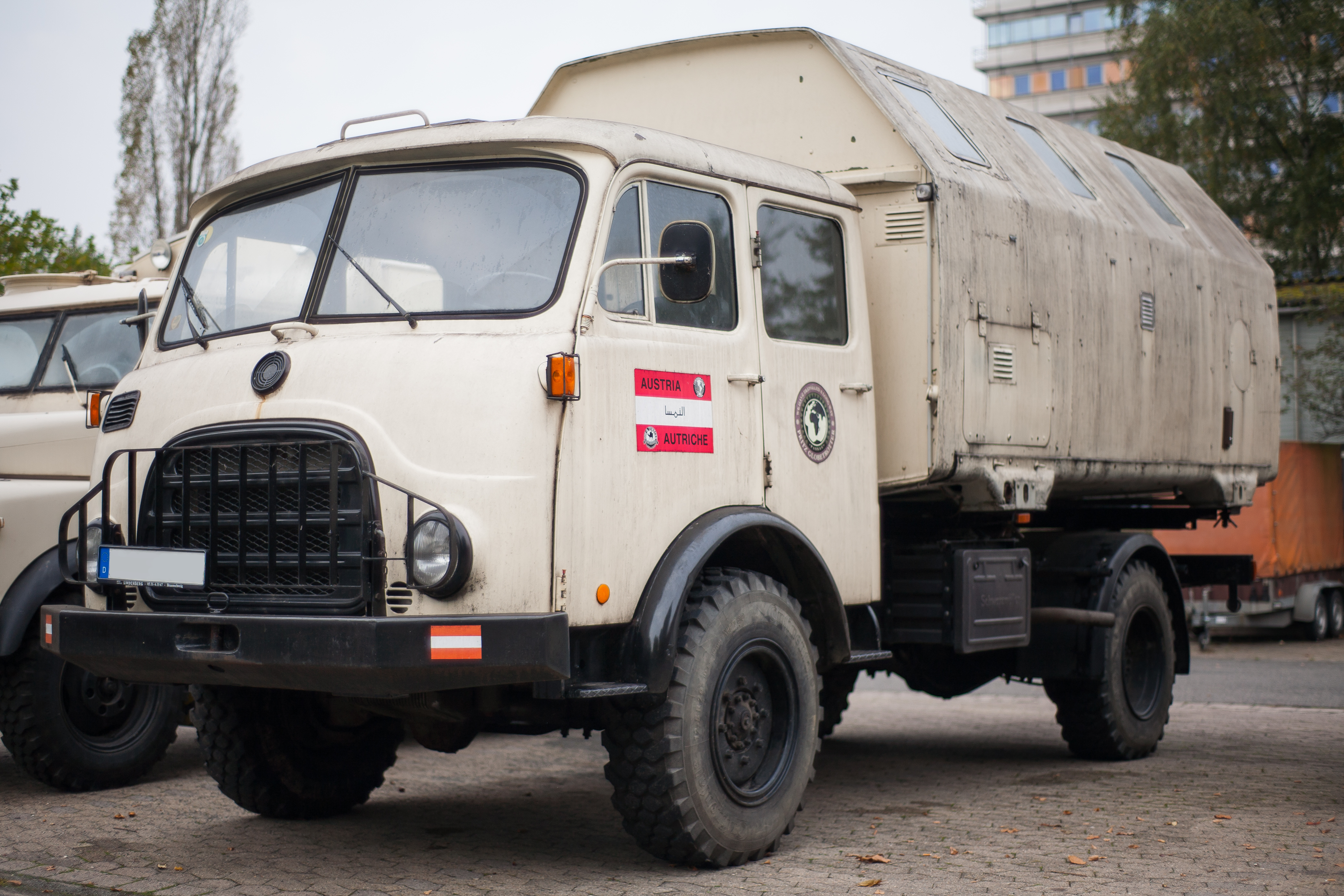
Steyr 680M zur zivilen Nutzung als Expeditionsfahrzeug

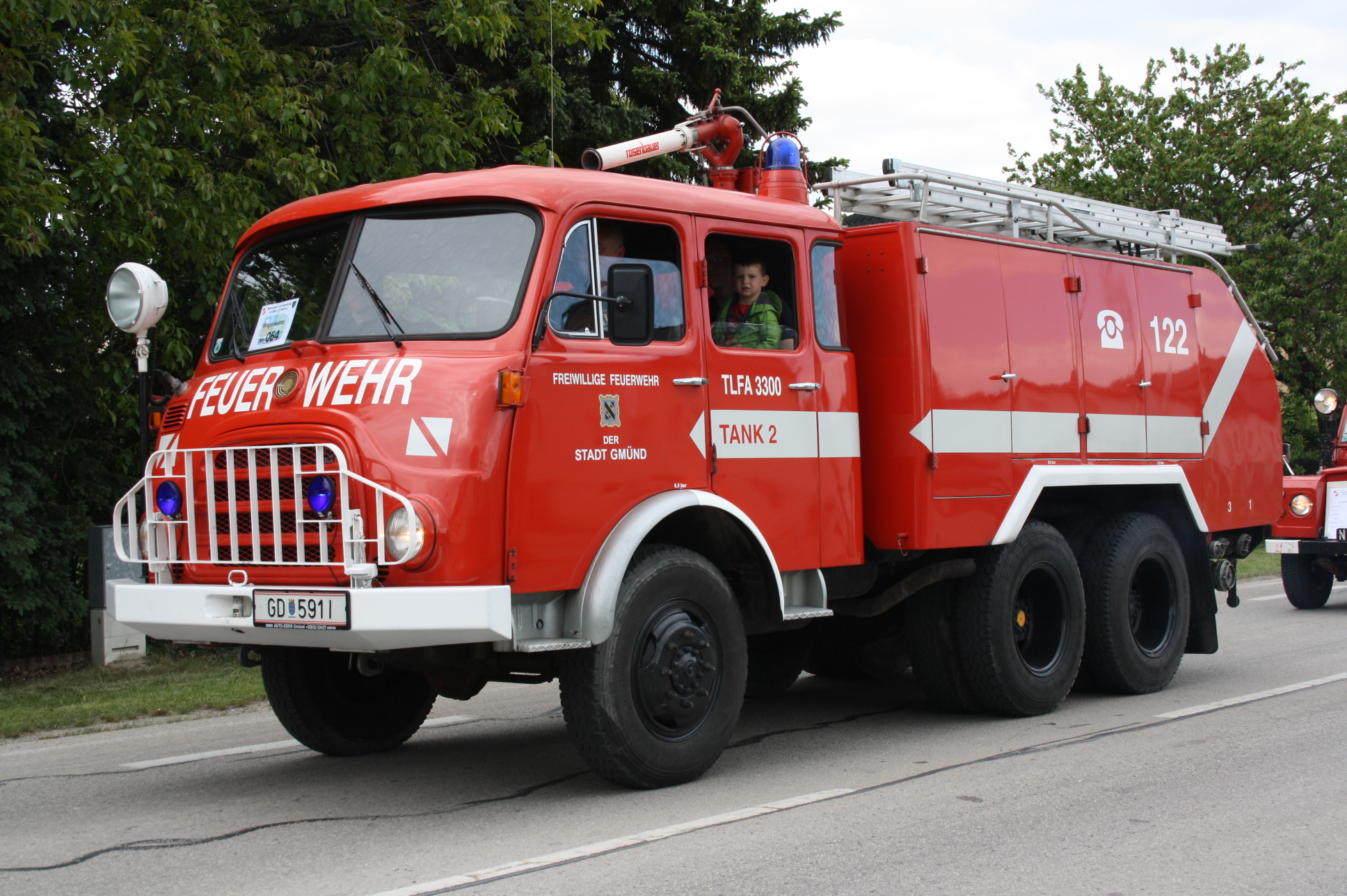
Steyr 680M3 der Freiwilligen Feuerwehr Gmünd (2012)

Der Steyr 680M war ein Lastkraftwagen der Marke Steyr. Produziert wurde er von 1960 bis ca. 1986 von der ehemaligen Steyr Daimler Puch AG in Österreich und in deren Zweigwerk in Griechenland.

## Technische Daten
Das Fahrzeug wird von einem flüssigkeitsgekühlten, sechszylindrigen Viertakt-Dieselmotor der Motorbaureihe WD-609 (Vorkammereinspritzer) oder WD-610 (Direkteinspritzer) mit 88 kW (120 PS), bzw. ab 1979 mit dem aus dem Steyr 91 stammenden, und 142 PS (104 kW) leistenden WD-612 betrieben. Die Bauartgeschwindigkeit beträgt 80 km/h und die Reichweite etwa 450 km.
Insgesamt kann er in der zweiachsigen Version mit bis zu 4.500 kg beladen werden, das höchstzulässige Gesamtgewicht beträgt 10.100 kg. Die dreiachsige Version 680M3 leistet mit dem großteils baugleichen Motor durch Turboaufladung 110 kW (150 PS) bzw. mit den Motoren der Serie WD612 125 kW (170 PS). Die Nutzlast beträgt 5,5 Tonnen und das höchstzulässige Gesamtgewicht 12 Tonnen. Das Fünfgang-Getriebe des 680ers ist nicht synchronisiert, es muss daher mit Zwischengas und Doppelkuppeln geschaltet werden. Als Geländefahreinrichtungen stehen der zuschaltbare Vorderradantrieb, das Untersetzergetriebe und die Hinterachssperre zur Verfügung. Teilweise wurden auch Fahrzeuge mit einer mechanischen Seilwinde ausgestattet. In den 1990er Jahren wurde der Steyr 680M kampfwertgesteigert. Er wurde mit doppelten Außenspiegeln, verstärkter Pritsche, neuen Bremsen, neuem Verdeck und mit dem Armaturenbrett des Lastkraftwagens Steyr 12M18 ausgestattet.
Im Gegensatz zu anderen Frontlenker-Lastkraftwagen besitzt der Steyr 680 kein klappbares Führerhaus, die Wartung des Motors erfolgt somit über eine im Cockpit zwischen Fahrer und Beifahrer angebrachte, ca. 50 × 100 cm messende Abdeckung, bzw. kann der gesamte auf Trägerschienen montierte Motor durch den Kühlergrill herausgezogen werden. Der vergleichsweise hohe Anschaffungspreis und die relativ geringe Nutzlast verwehrten dem Steyr 680 einen Erfolg im zivilen Bereich, obwohl viele verschiedene Versionen und Aufbauten vom Sattelschlepper bis zum Möbeltransporter angeboten wurden.

## Benutzer
- Österreichs Bundesheer
- Schweizer Armee
- Griechische Streitkräfte
- Griechische Feuerwehr

Wegen seiner Geländetauglichkeit und Robustheit begründete der Steyr 680, gemeinsam mit dem Pinzgauer, den ausgezeichneten Ruf der Firma Steyr im arabischen Raum.

## Einsatz im österreichischen Bundesheer

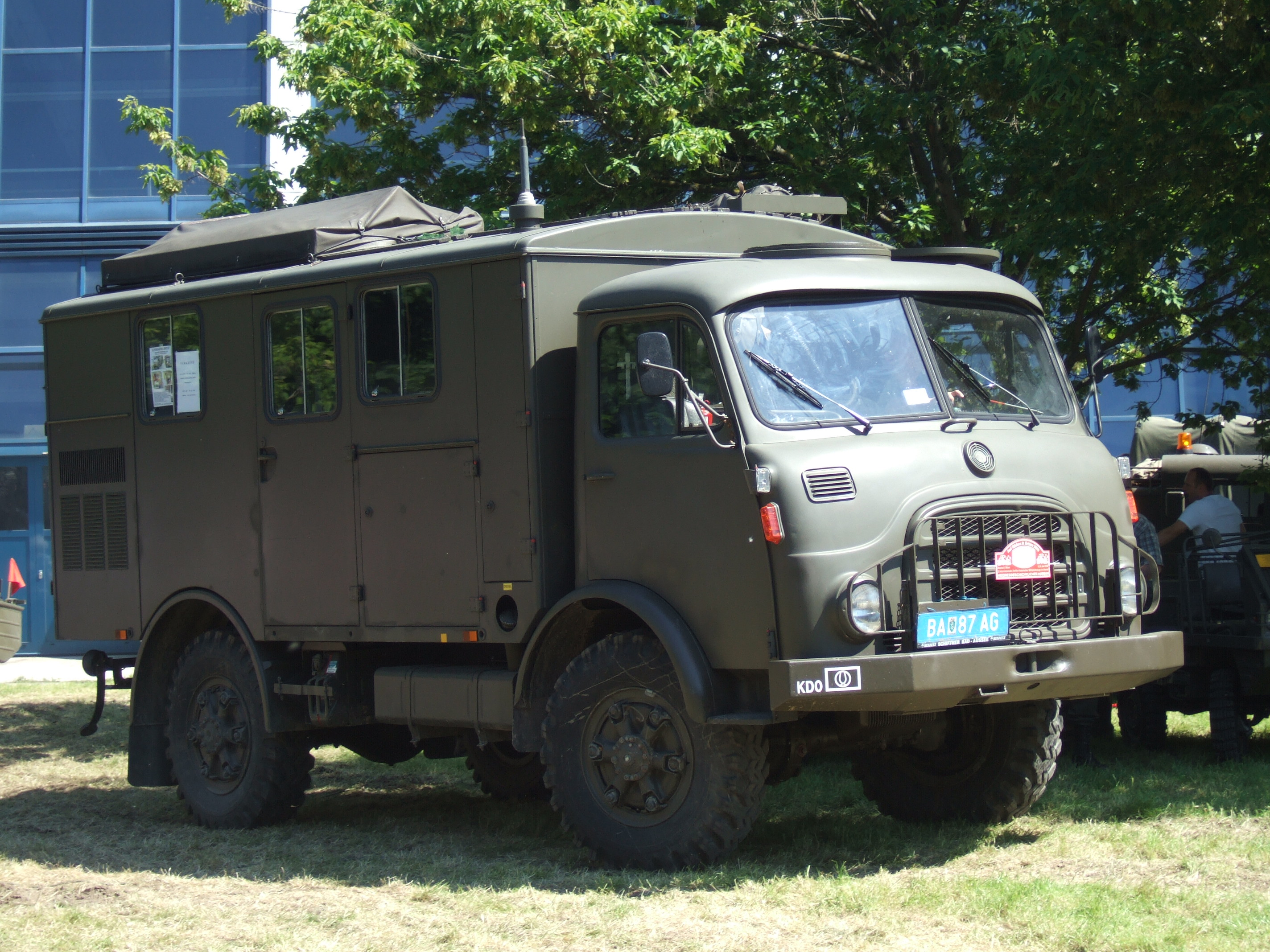
Steyr 680M im Heeresgeschichtlichen Museum in Wien.

Der Steyr Diesel 680M (im Bundesheer-Jargon 680er-Diesel) Lastkraftwagen war seit dem Ende der 1960er das Rückgrat der Personen- und Materialbeförderung im österreichischen Bundesheer. Seine Zuverlässigkeit und Robustheit stachen dabei besonders hervor. Sein hauptsächlicher Verwendungszweck ist der Transport von Versorgungsgütern und der Mannschaftstransport. Er bietet Platz für einen Fahrer und 19 Passagiere. Zusätzlich zu den Fahrzeugen für den Mannschaftstransport gibt es noch Fahrzeuge, welche für den Materialtransport mit einer Ladebordwand ausgerüstet sind, sowie die mit einer Doppelkabine ausgestatteten Fahrschulfahrzeuge. Die dreiachsige Version wurde besonders für das Ziehen von größeren Anhängelasten (Feldhaubitzen, Feldküche etc.) verwendet. Neben dem Pritschen-Lkw für Güter- und Mannschaftstransport oder als Transporter für (Funk-, Werkstatt-)Shelter wurde der Steyr 680 M3 auch als Kipper (5 bzw. 3 Tonnen), Tankwagen und Feuerwehrfahrzeug gebaut.
Aufgrund ihres Alters wurden die 680er bis Anfang 2007 komplett ausgemustert. Im leichten Gelände wurden sie von den Modellen Steyr 12M18 und MAN-TGM 12.240/4×4 abgelöst, den Ersatz im schweren Gelände bilden Unimog U4000-Fahrzeuge.
Ursprünglich sollte der Nachfolger 12M18 die bereits veralteten Steyr 680M beim ÖBH ersetzten, jedoch wurden niemals ausreichend Fahrzeuge dafür angeschafft, weshalb bis zum Jahr 2007 noch viele 680M zum Mannschafts- und Materialtransport verwendet wurden. Der Steyr 680M wird derzeit durch Fahrzeuge des Typs Unimog ersetzt. Es standen über 3700 Fahrzeuge des Typs 680M in mehreren verschiedenen Ausführungen im Einsatz des Österreichischen Bundesheeres, welche auch zu Auslandseinsätzen verwendet wurden.

## Einsatz in der Schweizer Armee

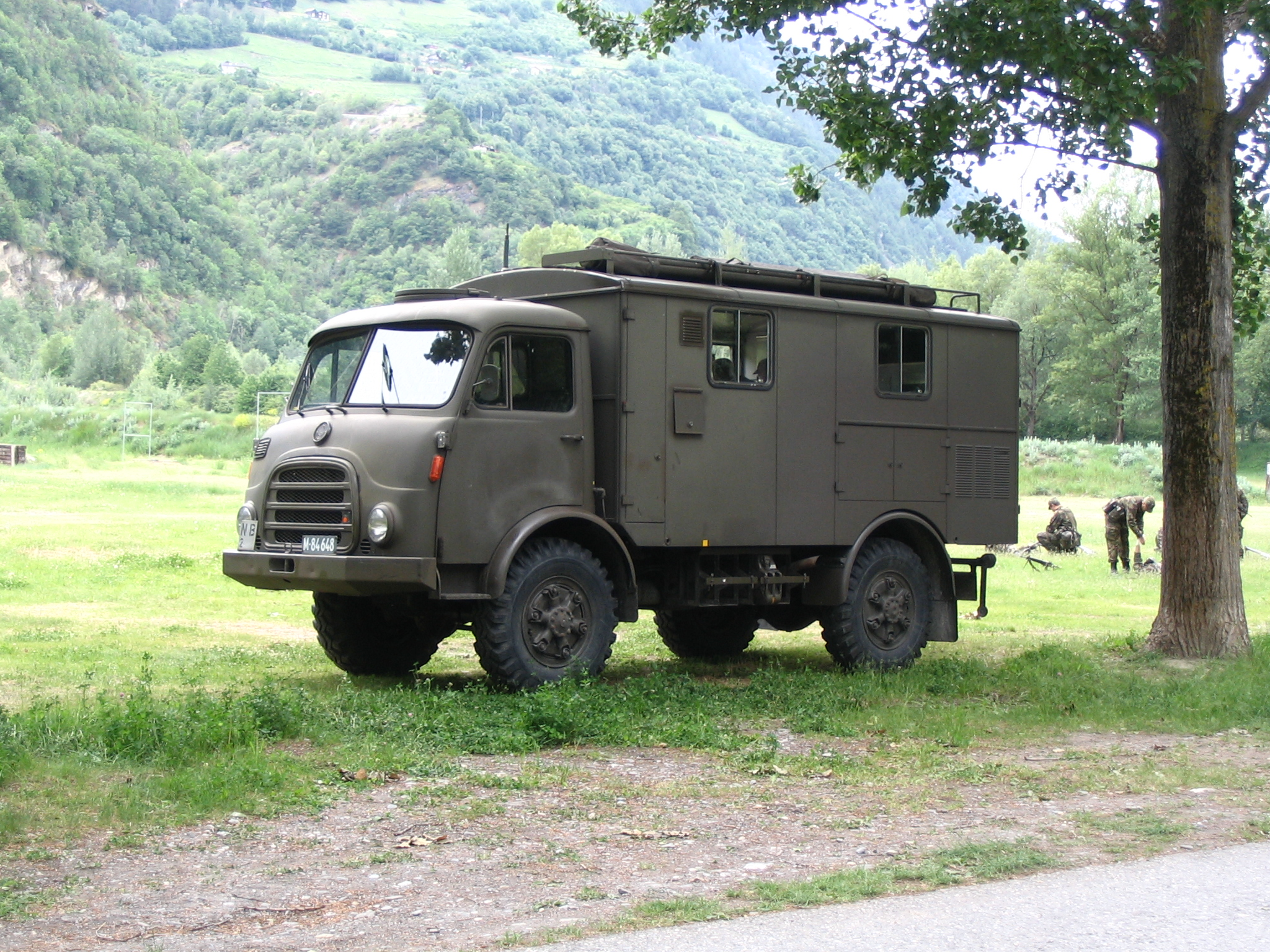
Steyr A 680 g Funkwagen SE-430/m der Schweizer Armee

Die Schweizer Armee beschaffte den A680M als Steyr A 680 g für verschiedene Zwecke mit unterschiedlichem Radstand. Die Schweizer Varianten verwendeten keine Motoren mit Turbolader.